# Jadunka
Jadunka (Jadomke, Jadunck, Jadunke, Gryf odmienny) – kaszubski herb szlachecki. Według Przemysława Pragerta odmiana herbu Gryf. Herb ten jest na dwa sposoby nietypowy. Po pierwsze zawiera godło rodziny panującej (Gryfici) bez żadnych uszczerbień, po drugie łamie zasadę alternacji.

## Opis herbu
Opis z wykorzystaniem zasad blazonowania, zaproponowanych przez Alfreda Znamierowskiego:
W polu złotym gryf wspięty, srebrny (być może pierwotnie czarny, lub błękitny, co byłoby bardziej poprawne). Klejnot: nad hełmem bez korony trzy pióra strusie, złote między srebrnymi. Labry złote, podbite srebrem.

## Najwcześniejsze wzmianki
Herb znany z mapy Pomorza Lubinusa z 1618. Znany także z herbarzy Ledebura (Adelslexikon der preussichen Monarchie von...), Bagmihla (Pommershes Wappenbuch) oraz Nowego Siebmachera.

## Rodzina Jadunka
Kaszubska rodzina znana od XVI wieku, nazwisko wzięła od imienia Adamek. Pierwsza wzmianka z 1575 (Maciej Jadunka), kolejne z 1575 (Jedomsky), 1601 (Jan i Świętosz Jaduncken), 1658 (Matthis, Hans Jurgen i Schwantess Jadumcken), 1678 (Gregor Jadunck). Uważa się, że w XVIII wieku rodzina była już wygasła.

## Herbowni
Jadunka (Jadamka, Jadomcke, Jadomke, Jadumcke, Jadumke, Jadunck, Jadunke, Jedamka, Jedomsky, błędnie Zadduncke).